# Kauko Hänninen
Kauko Hänninen   (Kinnula, 28 de gener de 1930 - Sipoo, 26 d'agost de 2013) fou un remer finlandès que va competir durant les dècades de 1950 i 1960.
Durant la seva carrera esportiva va prendre part en quatre edicions dels Jocs Olímpics d'Estiu, el 1956, 1960, 1964 i 1968. El millor resultat el va obtenir en la seva primera participació, el 1956, a Melbourne, on guanyà la medalla de bronze en la prova de quatre amb timoner del programa de rem. Formà equip amb Reino Poutanen, Veli Lehtelä, Toimi Pitkänen i Matti Niemi.
En el seu palmarès també destaquen tres medalles al Campionat d'Europa de rem, una d'or en el quatre sense timoner el 1956 i dues de bronze, en el quatre amb i sense timoner, el 1955. Entre el 1954 i el 1967 guanyà 23 campionats finlandesos.